# Hem Chieu
Hem Chieu (1898-1943) était un moine bouddhiste et une figure importante du nationalisme cambodgien.

## Biographie
Chieu a été professeur de Pali à Phnom Penh, et s'opposa fermement aux tentatives des autorités coloniales françaises visant dans les années 1930 à romaniser le système d'écriture khmer. Il s'est associé à deux militants nationalistes, Son Ngoc Thanh et Pach Chheoun, rédacteur en chef et fondateur du journal pro-indépendant en langue Khmère, Nagaravatta. Les autorités françaises ont accusé Thanh, Chieu et Chheoun de comploter avec la bénédiction des Japonais.
Le 18 juillet 1942, les autorités françaises ont arrêté Chieu.
Une grande manifestation de protestation contre cette arrestation a été organisée deux jours plus tard à Phnom Penh par Thanh et Chheoun. Pach Chheoun a défilé à la tête des manifestants et de plusieurs moines qui devaient plus tard jouer un rôle politique actif, tels Son Ngoc Minh et Tou Samouth. La manifestation a été violemment dispersée par les Français et Chheoun  arrêté et condamné à mort (plus tard commuée en emprisonnement à perpétuité).
Hem Chieu, de son côté, a également été condamné à mort par un tribunal militaire, plus tard commuée aux travaux forcés à perpétuité. Il est mort au bagne de Poulo Condor en octobre 1943. C'est là qu'il a rencontré plusieurs dirigeants du Viet-Minh, tels que Phạm Văn Đồng et Tôn Đức Thắng, qui témoignèrent de la conduite héroïque de Hem Chieu en prison et des sanctions qui contribuèrent à sa maladie et sa mort.

## Source
- (en) Cet article est partiellement ou en totalité issu de l’article de Wikipédia en anglais intitulé « Hem Chieu » (voir la liste des auteurs).